# Victoria de Hesse-Rotenburg
Victoria de Hesse-Rotenburg (en alemán: Anna Viktoria Maria Christina; Rotemburgo del Fulda, 25 de febrero de 1728 - París, 1 de julio de 1792) fue una princesa de Hesse por nacimiento, y princesa consorte de Soubise por matrimonio. Su marido fue un comandante francés de renombre, Charles de Rohan, Príncipe de Soubise, conocido como el Maréchal de Soubise. Murió sin descendientes.

## Primeros años
Victoria nació en Rotemburgo del Fulda siendo la mayor de los cuatro hijos del príncipe heredero José de Hesse-Rotenburg y de su esposa, la princesa Cristina de Salm.

## Matrimonio
Contrajo matrimonio con Charles de Rohan, Príncipe de Soubise, el 23 de diciembre de 1745 en el castillo de los Rohan que poseían en Saverne. Charles era en ese momento el cabeza de la rama cadete de la rica y poderosa Casa de Rohan, que poseían el rango de princes étrangers ("príncipes extranjeros") en la corte de Versalles.

## Últimos años
Su marido había enviudado dos veces; su primera esposa había sido Ana María Luisa de La Tour d'Auvergne (1722-1739), y la segunda Ana Teresa de Saboya-Carignano (1717-1745). Victoria tuvo dos hijastras de estos matrimonios:Charlotte, futura princesa de Condé, y Madame de Guéméné, quien se convertiría en institutriz de los hijos del rey Luis XVI de Francia.
Entre los primos hermanos de Victoria se encontraban el rey Víctor Amadeo III de Cerdeña y la trágica princesa de Lamballe.
Igual que su marido, Victoria tuvo amantes durante su matrimonio. En 1757, por orden del rey Luis XV de Francia, fue arrestada en Tournai, supuestamente por haberle robado a su marido 900.000 libras francesas en joyas para huir con su presunto amante, Monsieur de Laval-Montmorency.
El matrimonio se separó y se le concedió una pensión de 24.000 libras a los padres de Victoria, exiliada de la corte, para residir con ellos en Echternach. Victoria falleció en París el 1 de julio de 1792, exactamente cinco años después de la muerte de su marido.